# Блокада Нанкина
Блокада Нанкина — военная операция, проводившаяся с 1853 по 1856 годы правительственными войсками Цинской империи против тайпинов, захвативших Нанкин и сделавших его своей столицей.

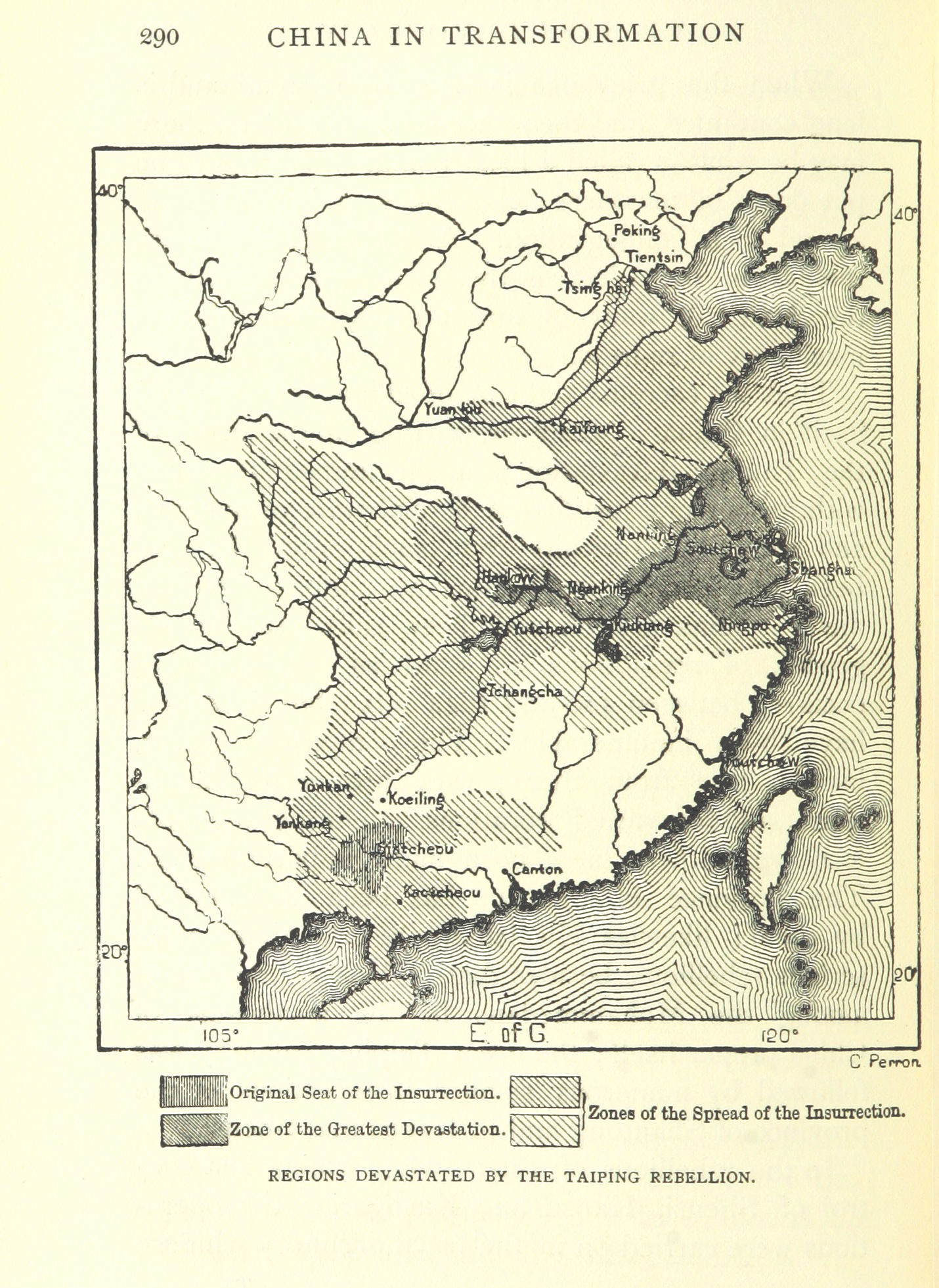
Распространение восстания тайпинов

В мае 1853 года лучшие войска тайпинской армии ушли соответственно в Северной и Западной походы. Силы тайпинских войск под Нанкином были сильно ослаблены, и им стали угрожать подошедшие цинские войска, расположившиеся соответственно в так называемых «Северобережном» и «Южнобережном» лагерях. Они сковали тайпинские войска в районе Нанкина и начали его блокаду. Цинская армия под командованием Сян Жуна насчитывала около 100 000 солдат. Флотилия была размещена в районе озера Наньцэ близ Нанкина, чтобы не допустить отправки войск тайпинской армии для нападения на процветающие районы Сучжоу и Ханчжоу. Поскольку ни одна из сторон не была уверена в победе, противники три года ограничивались боями местного значения и атаковали лишь тогда, когда получали значительные подкрепления.
В июле 1854 года на реку Янцзы близ Чжэньцзяна прибыли из провинции Гуандун пятьдесят военных кораблей, мобилизованных цинским правительством. В постоянных боях с так называемыми «черепаховыми лодками» тайпинской флотилии они уничтожили их и разрушили некоторые форты, окружавшие город, что создало большую угрозу коммуникациям тайпинов. 
В 1855 году ситуация стала более серьезной. После того, как войска Северного похода были полностью уничтожены, в июле месяце цинская армия захватила Тайпинфу и Уху, важные города на западном фланге обороны Нанкина. Чжэньцзян, восточный барьер Нанкина, и Гуачжоу, на другой стороне, также неоднократно подвергались нападениям со стороны цинской армии, что создавало для тайпинов серьезную угрозу. 
Тайпинское правительство было вынуждено отозвать войска Ши Дакая из Западного похода. Чтобы быстрее прибыть к блокированному Нанкину, Ши Дакай повел свою армию на лодках по притокам Янцзы. Высадившись, тайпины атаковали и уничтожали цинские части, прикрывающие южный лагерь. Сян Жун приказал перебросить войска из «Северобережного лагеря» для спасения «Южнобережного», оставив там только чуть более 10 000 солдат. Этим воспользовался Ян Сюцин, который приказал всем тайпинским войскам северного сектора быстро атаковать «Северобережный лагерь», в результате чего в апреле 1856 года последний был захвачен.
Наступила очередь «Южнобережного лагеря» цинской армии. Утром 18 июня тайпины, в общей сложности 60 000 солдат, под командованием Цинь Жигана с трёх сторон осадили южный цинский лагерь. В течение трёх дней шли ожесточённые бои за лагерь. На помощь тайпинам привёл свой корпус Ши Дакай. Сян Жун бросил свои войска и бежал на север, а оставшиеся 40 000 цинских солдат были уничтожены. Блокада была снята.